# Daniel Perreau
Daniel Perreau, né le 31 août 1943 à Châteauroux, est un footballeur français évoluant comme défenseur dans les années 1960-1970.

## Biographie
Avec le Angers SCO, Daniel Perreau joue 73 matchs en Division 1, et 27 en Division 2, inscrivant un but.
Il est demi-finaliste de la Coupe de France en 1969 avec Angers, en étant battu par l'Olympique de Marseille.
En 1995, Daniel Perreau est commerçant non sédentaire dans le Maine-et-Loire.

## Statistiques
| Saison                | Club                  | Championnat           | Championnat | Championnat | Coupe(s) nationale(s) | Coupe(s) nationale(s) | Total | Total |
| Saison                | Club                  | Division              | M.          | B.          | M.                    | B.                    | M.    | B.    |
| 1961-1962             | LB Châteauroux        | CFA                   | -           | -           | -                     | -                     | 0     | 0     |
| 1962-1963             | LB Châteauroux        | CFA                   | -           | -           | -                     | -                     | 0     | 0     |
| 1963-1964             | LB Châteauroux        | CFA                   | -           | -           | -                     | -                     | 0     | 0     |
| 1964-1965             | LB Châteauroux        | CFA                   | -           | -           | -                     | -                     | 0     | 0     |
| 1965-1966             | LB Châteauroux        | CFA                   | -           | -           | 1                     | -                     | 1     | 0     |
| Sous-total            | Sous-total            | Sous-total            | 0           | 0           | 1                     | 0                     | 1     | 0     |
| 1966-1967             | Angers SCO            | D1                    | 2           | -           | -                     | -                     | 2     | 0     |
| 1967-1968             | Angers SCO            | D1                    | 16          | -           | 2                     | -                     | 18    | 0     |
| 1968-1969             | Angers SCO            | D2                    | 28          | -           | 9                     | -                     | 37    | 0     |
| 1969-1970             | Angers SCO            | D1                    | 27          | -           | 7                     | -                     | 34    | 0     |
| 1970-1971             | Angers SCO            | D1                    | 29          | 1           | 1                     | -                     | 30    | 1     |
| Sous-total            | Sous-total            | Sous-total            | 102         | 1           | 19                    | 0                     | 121   | 1     |
| 1971-1972             | VS Chartres           | D3                    | 18          | 4           | -                     | -                     | 18    | 4     |
| 1972-1973             | VS Chartres           | DH                    | -           | -           | -                     | -                     | 0     | 0     |
| 1973-1974             | VS Chartres           | DH                    | -           | -           | -                     | -                     | 0     | 0     |
| 1974-1975             | VS Chartres           | D3                    | 11          | 3           | -                     | -                     | 11    | 3     |
| 1975-1976             | VS Chartres           | D3                    | 8           | -           | -                     | -                     | 8     | 0     |
| Sous-total            | Sous-total            | Sous-total            | 37          | 7           | 0                     | 0                     | 37    | 7     |
| Total sur la carrière | Total sur la carrière | Total sur la carrière | 139         | 8           | 20                    | 0                     | 159   | 8     |

## Palmarès
- Division 2 (1)
  - Champion en 1969[2],[1]